# 第八国立銀行
第八国立銀行（だいはちこくりつぎんこう）は、明治期に愛知県豊橋で設立された銀行。
1877年（明治10年）に、旧吉田藩士で丸屋商店（現丸善）社長であり、後に横浜正金銀行を設立し初代頭取に就任する中村道太の勧奨により、宝飯郡の中尾寛二らによって豊橋に設立。資本金は10万円。初代頭取には関根録三郎が就任。東京、大阪、横浜、名古屋に支店を開設するも、経営不振に陥り、1886年（明治19年）、尾張藩元家老志水忠平らが名古屋に設立した第百三十四国立銀行（愛知銀行（東海銀行の前身の一つ）の前身）に合併され、歴史の幕を閉じた。

## 設立時の株主構成
- 平民：17名、768株
- 士族：27名、232株

## 沿革
- 1877年（明治10年）2月3日：設立
- 1877年（明治10年）3月20日：開業
- 1886年（明治19年）7月1日：第百三十四国立銀行に合併される